# Krzeszowice (gemeente)
De gemeente Krzeszowice is een stad- en landgemeente in het Poolse woiwodschap Klein-Polen, in powiat Krakowski.
De zetel van de gemeente is in Krzeszowice.
Op 30 juni 2004 telde de gemeente 31 339 inwoners.

## Oppervlakte gegevens
In 2002 bedroeg de totale oppervlakte van gemeente Krzeszowice 139,37 km², waarvan:
- agrarisch gebied: 51%
- bossen: 35%

De gemeente beslaat 11,33% van de totale oppervlakte van de powiat.

## Demografie
Stand op 30 juni 2004:
| Omschrijving                   | Totaal | Totaal | Vrouwen | Vrouwen | Mannen | Mannen |
| ------------------------------ | ------ | ------ | ------- | ------- | ------ | ------ |
| eenheid                        | aantal | %      | aantal  | %       | aantal | %      |
| inwoners                       | 31 339 | 100    | 16 338  | 52,1    | 15 001 | 47,9   |
| bevolkingsdichtheid (inw./km²) | 224,9  | 224,9  | 117,2   | 117,2   | 107,6  | 107,6  |

In 2002 bedroeg het gemiddelde inkomen per inwoner 1166,38 zł.

## Plaatsen
De gemeente bestaat uit de stad (miasto) Krzeszowice, en de dorpen:Czerna, Dębnik, Dubie, Filipowice, Frywałd, Miękinia, Nowa Góra, Nowa Góra-Łany, Nawojowa Góra, Ostrężnica, Paczółtowice, Rudno, Sanka, Siedlec, Tenczynek, Wola Filipowska, Zalas en Żary.

## Aangrenzende gemeenten
Alwernia, Czernichów, Jerzmanowice-Przeginia, Liszki, Olkusz, Trzebinia, Zabierzów